# Adriana Eslava
Adriana Eslava Botero (Ibagué, 8 de febrero de 1964) es una diseñadora de interiores, escritora, conferencista y presentadora colombiana.

## Biografía
Nació en Ibagué. Es hija de Olga Lucía Botero exreina de belleza y el torero Pepe Cáceres este último se separó desde muy niña. Estudió diseño de interiores y jardinería en Manizales.
Su trayectoria empezó como asistente de decoraciones y jefa de diseño para el elenco de El show de Jimmy presentado por Jimmy Salcedo. El 25 de noviembre de 1987 cuando regresaba de su trabajo en Bogotá, fue herida gravemente de tres disparos de bala, unas de las balas arrojó en la región de órbita ocular derecho en la cual perdió, duro varios meses donde recuperó y regreso a sus funciones laborales.
En medio de su pérdida permanente del ojo diseño parches y apoyo la brigada oftalmológica y portando su parche permanente en sus presentaciones. En 1990 se incursiona en la televisión como presentadora del Magazín 7:30 de Audiovisuales, presentadora del Noticiero NTC con Félix de Bedout y posteriormente fue presentadora de notas del Congreso de la República de Colombia.
Ya alejada de la televisión empiezan su faceta como escritora como su primera publicación Soy Adriana Eslava: El valor de la imperfección, contando su historia de superación personal. Dicta conferencia de religión y reflexión en varios programas y eventos.